# أنطونيو بيفيلاكوا
أنطونيو بيفيلاكوا (بالإيطالية: Antonio Bevilacqua)‏ مواليد 22 أكتوبر 1918 في إيطاليا - الوفاة 29 مارس 1972 في إيطاليا، كان دراج إيطالي. سبق أن شارك في دورة الألعاب الأولمبية الصيفية.

## سجل النتائج

### سباقات أو مراحل فاز بها
- طواف إيطاليا

## الميداليات
| الميدالية | المسابقة                                    |
| --------- | ------------------------------------------- |
| برونزية   | بطولة العالم لسباق الدراجات على الطريق 1951 |
| ذهبية     | بطولة العالم للدراجات على المضمار 1950      |
| ذهبية     | بطولة العالم للدراجات على المضمار 1951      |
| فضية      | بطولة العالم للدراجات على المضمار 1947      |
| فضية      | بطولة العالم للدراجات على المضمار 1952      |
| برونزية   | بطولة العالم للدراجات على المضمار 1948      |
| برونزية   | بطولة العالم للدراجات على المضمار 1953      |

## روابط خارجية
- أنطونيو بيفيلاكوا على موقع أرشيف الدراجات (الإنجليزية)
- أنطونيو بيفيلاكوا على موقع إحصائيات الدراجات الإحترافية (الإنجليزية)
- أنطونيو بيفيلاكوا على موقع CycleBase (الإنجليزية)